# アポリナリー・ヴァスネツォフ
アポリナリー・ミハイロヴィチ・ヴァスネツォフ（ロシア語: Аполлина́рий Миха́йлович Васнецо́в / ラテン字母転写の例：Apollinary Mikhailovich Vasnetsov, 1856年8月6日 - 1933年1月23日）はロシアの画家、美術家。より著名な兄ヴィクトルもまた美術家である。モスクワ中世史からの場面を専門とした。
正規の専門教育を受けてはおらず、有名な画家の兄ヴィクトルより指導を受ける。1883年から兄とともにアブラムツェヴォに暮らして創作し、その地でワシーリー・ポレーノフの感化を受けた。1898年から1899年までヨーロッパ中を遍歴する。
アポリナリー・ヴァスネツォフは、ロシアの自然の壮大な景観の描写に加えて、歴史的・考古学的な資料に基づき、歴史的な光景を再構築するという独自のジャンルを創り出した。その絵画は、中世のモスクワを視覚的に説明するものだった。
1899年から移動派の一員となり、1900年からペテルブルク帝国美術アカデミーに奉職した。「芸術世界」の後身である「ロシア美術家連盟」の創設者に名を連ね、その監督を務めた。

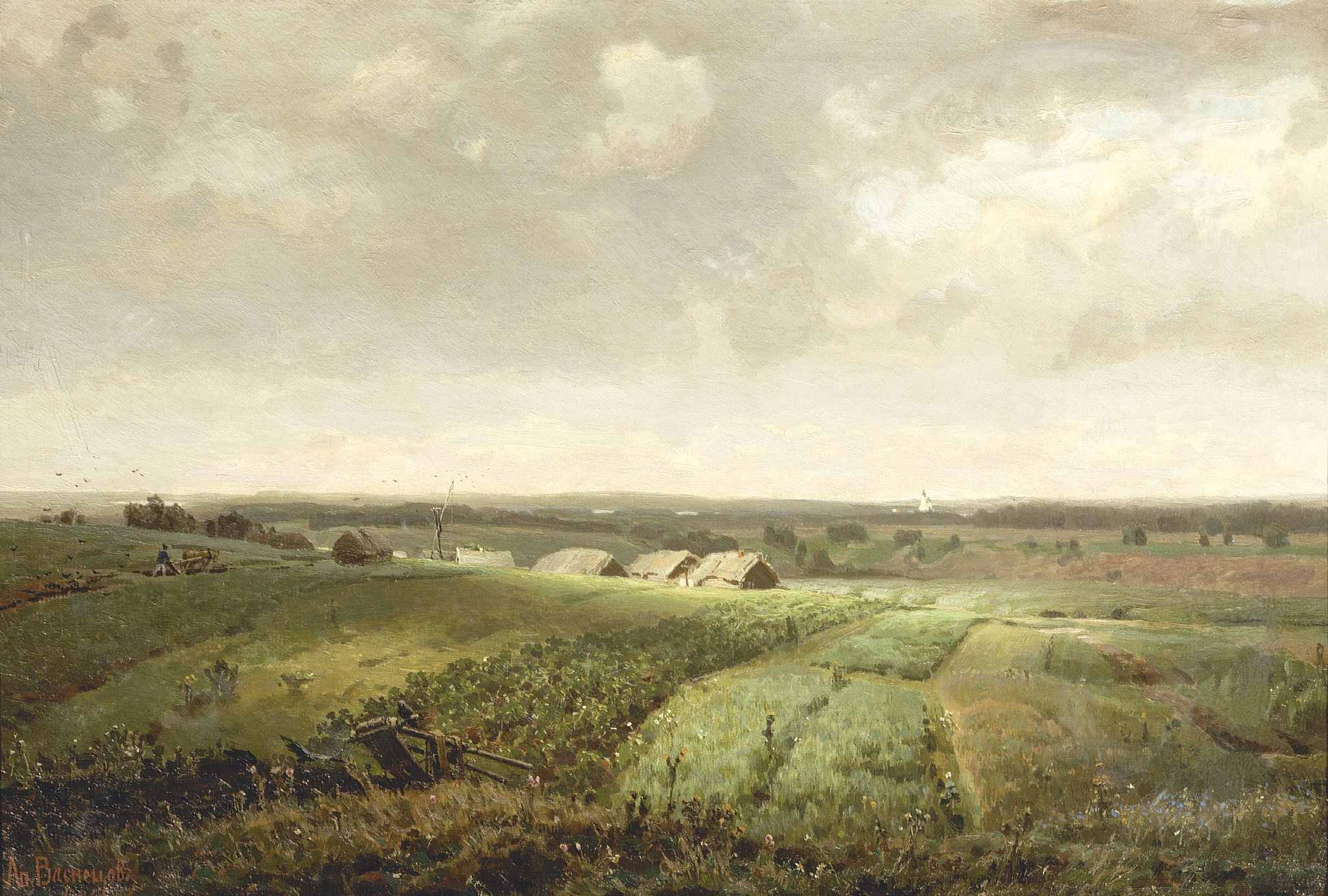
故郷、1886年
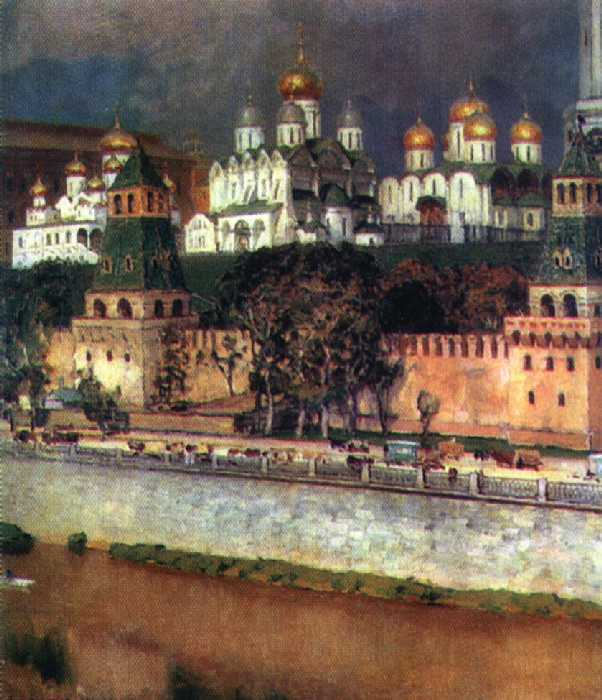
クレムリン、1892年
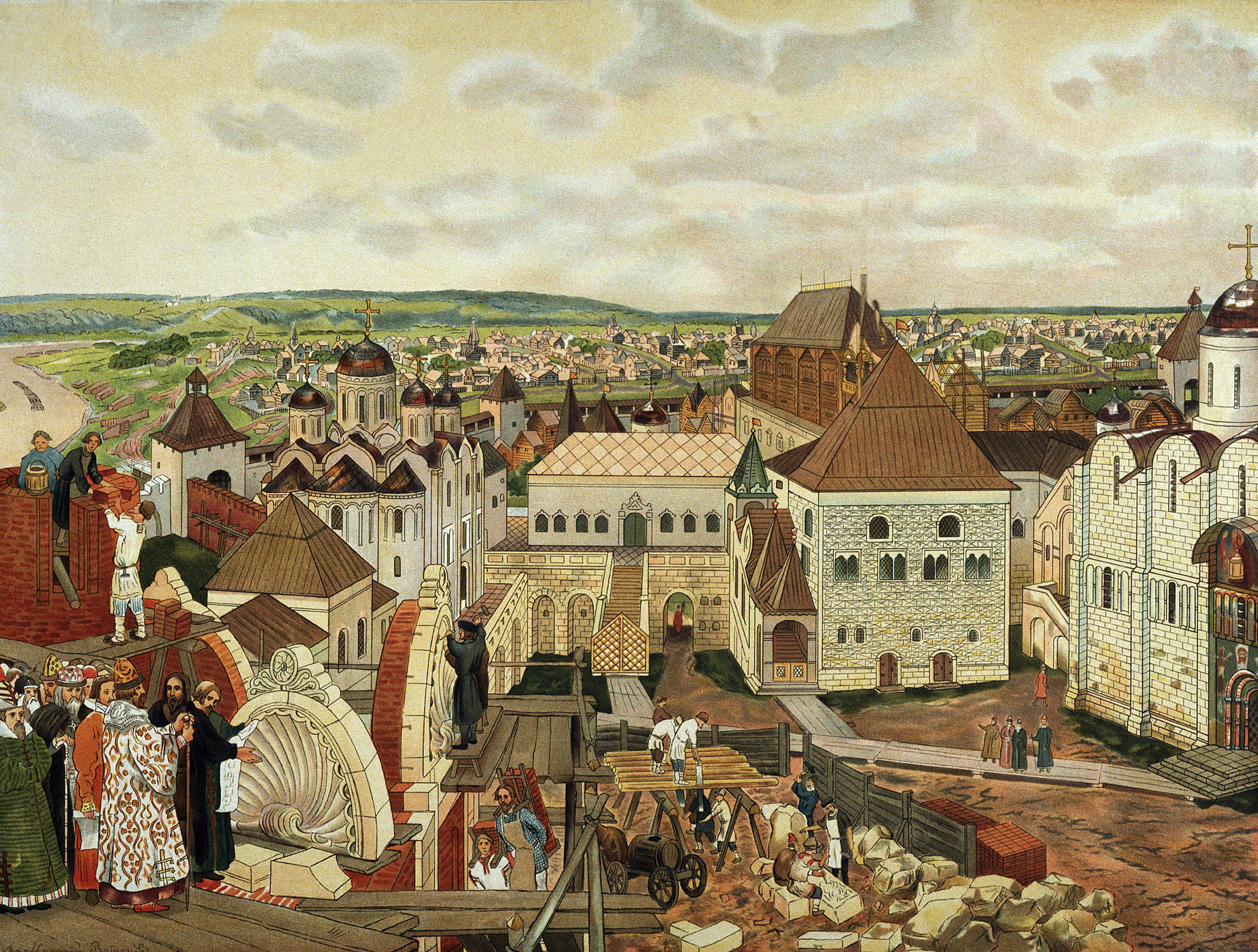
クレムリンにて
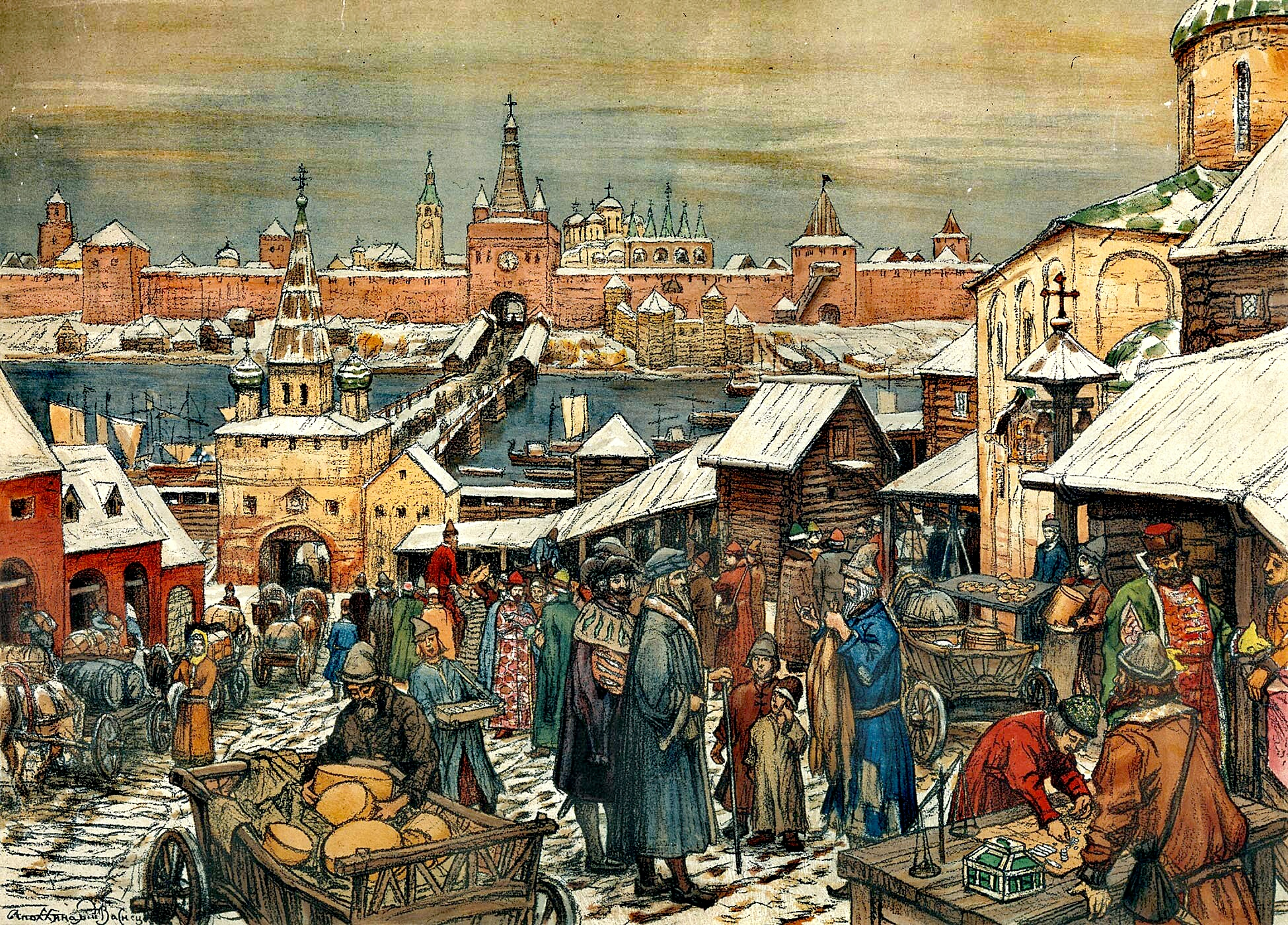
ノヴゴロドの市
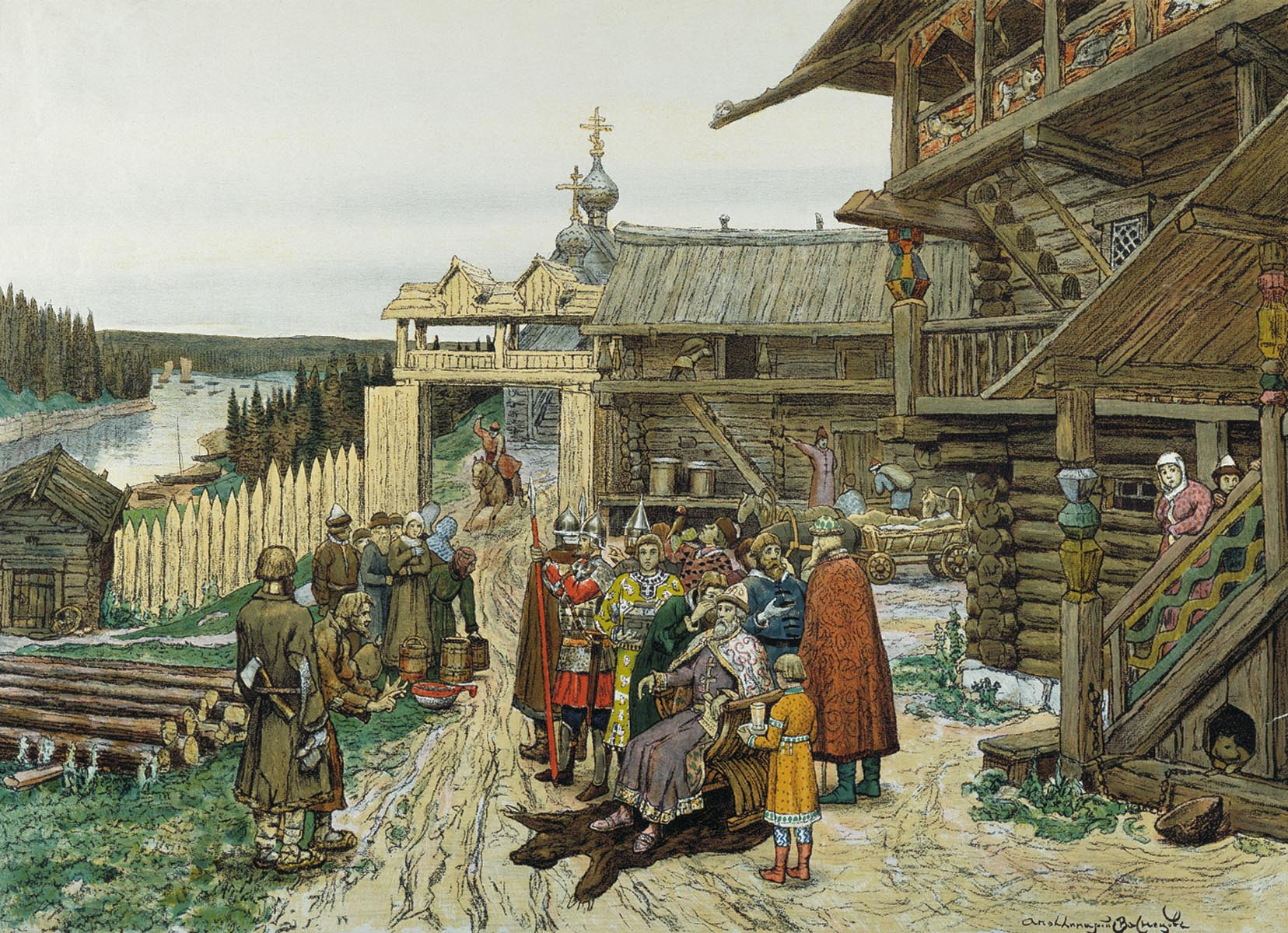
モスクワ大公国の宮廷
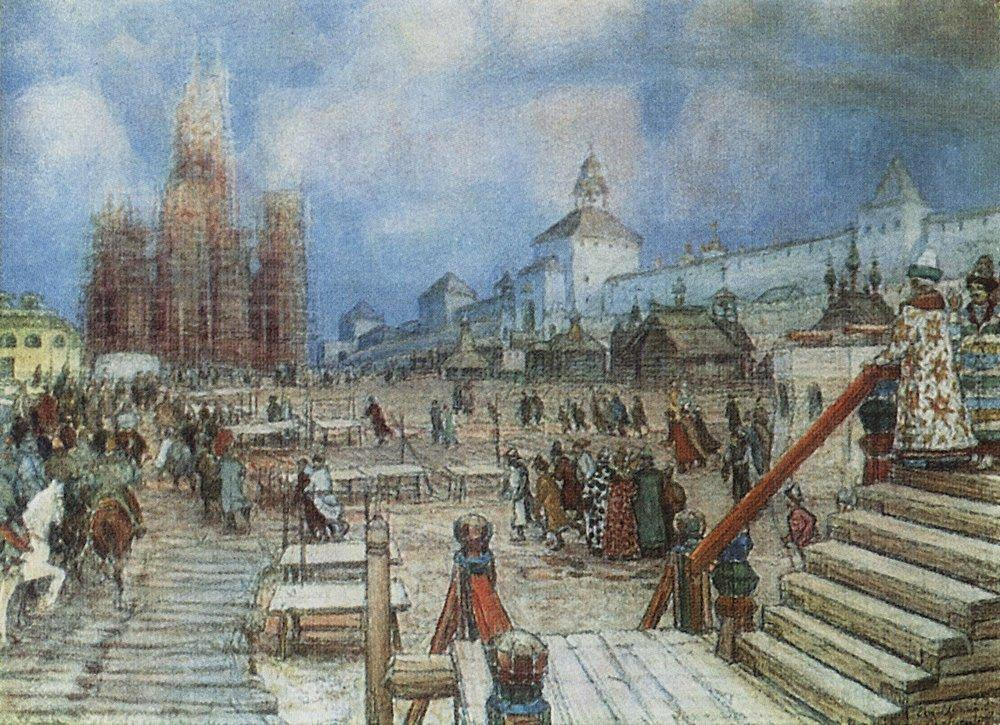
イワン雷帝時代の赤の広場